# Maho Shimizu
Maho Shimizu (jap. 清水 万帆, Shimizu Maho) ist eine ehemalige japanische Fußballspielerin.

## Karriere
Shimizu wurde 1981 in den Kader der japanischen Nationalmannschaft berufen und kam bei der Fußball-Asienmeisterschaft der Frauen 1981 zum Einsatz. Insgesamt hat sie drei Länderspiele für Japan bestritten.